# Штангль, Маркус
Маркус Штангль (нем. Markus Stangl; 29 апреля 1969 — 1 ноября 2020) — немецкий шахматист, гроссмейстер (1993).
Участник 28-го чемпионата мира среди юниоров (1989) в г. Тунхе (10-е место, 50 участников) и 19-го чемпионата Европы среди юниоров (1989/1990) в г. Арнеме (11-е место, 32 участника).
В составе национальной сборной участник 19-го Кубка Митропы (1999) в г. Бадене (играл на 2-й доске, команда заняла 5-е место).
Участник 3-х Кубков европейских клубов в составе команд «Бавария», г. Мюнхен (1993, 1994) и «Енбах», Австрия (2006).

## Изменения рейтинга
| Графики недоступны из-за технических проблем. См. информацию на Фабрикаторе и на mediawiki.org. |